# Contea di Glacier
La contea di Glacier (in inglese Glacier County) è una contea del Montana. Il suo capoluogo amministrativo è Cut Bank.

## Storia

Situazione demografica

La zona oggi nota come contea di Glacier entrò a far parte degli Stati Uniti nel 1803 quando il Presidente Thomas Jefferson negoziò l'"affare Louisiana" con la Francia. La terra era allora occupata dalla tribù indiana dei Piedi Neri che si erano mossi a sud dalla provincia canadese dello Saskatchewan intorno al 1730.
La spedizione di Lewis e Clark entrò nel Montana nel 1805 ma arrivò in questa zona di nord-ovest solo nel giugno del 1806. All'inizio solo pochi cacciatori di pellicce trovarono interessi in questa zona ma in seguito si scoprirono anche delle risorse che favorirono lo svilupparsi di miniere e allevamento.
Giacimenti petroliferi vennero scoperti nel Montana nel 1864 e nello specifico ne venne scoperto uno a Cut Bank nel 1931 che già nel 1936 divenne uno dei pozzi più produttivi del Montana. Esistono ancora molti pozzi nella contea e nonostante la produzione sia andata considerevolmente scemando essi sono tuttora funzionanti. Un grande aiuto alle operazioni di trasporto, sia per quanto riguardava le miniere che il bestiame, venne portato dalla ferrovia che entrò nel Montana nel tardo 1800 e nella contea intorno al 1890.
Quando il Montana venne diviso in contee nel 1865 quest'area faceva parte della contea di Chouteau. Quest'ultima venne divisa in due nel 1893 e la zona dell'attuale contea di Glacier entrò a fare parte della contea di Teton.
Fu solo nel 1919 che la contea di Glacier ottenne i suoi attuali confini, quando venne creata da una sezione della contea di Teton.

## Geografia fisica
La contea si trova nel nord-ovest dello Stato, al confine con il Canada. La contea ha un'area di 7.866 km² di cui l'1,40% è coperto d'acqua. Il 70.85% del territorio della contea si trova dentro la riserva indiana dei Piedi Neri ed un altro 20,58% si trova nel Parco nazionale di Glacier, all'estremo ovest.

### Contee e distretti confinanti
- Contea di Cardston (Alberta, Canada) - nord
- Contea di Warner n. 5 (Alberta, Canada) - nord-est
- Contea di Toole - est
- Contea di Pondera - sud
- Contea di Flathead - ovest
- Distretto di miglioramento n. 4 (Alberta, Canada) - nord-ovest

## Città principali
- Browning
- Babb
- Cut Bank
- East Glacier Park Village
- North Browning
- South Browning
- Starr School

## Strade principali
- U.S. Route 2
- U.S. Route 89

## Musei
- Museum of the Plains Indian, su doi.gov. URL consultato il 26 aprile 2007 (archiviato dall'url originale il 18 maggio 2007).
- Blackfeet Heritage Center & Art Gallery, su siyehdevelopment.com.